# Mount Michael
Mount Michael är ett berg i Sydgeorgien och Sydsandwichöarna (Storbritannien). Det ligger i den sydöstra delen av Sydgeorgien och Sydsandwichöarna. Toppen på Mount Michael är 881 meter över havet.
Terrängen runt Mount Michael är varierad. Mount Michael är den högsta punkten i trakten. Det finns inga samhällen i närheten. 